# Зевксис (пълководец)
Зевксис (на гръцки език Zευξις) е един от пълководците на сирийския цар Антиох III Велики.
Помага на царя в потушаването на метежа на сатрапа на Мидия - Молон, през 223 година пр.н.е.
В качеството на сатрап на Лидия поддържа Филип Македонски в неговата борба с Атал.
По-късно е назнаен за посланик на Антиох ІІІ Велики в Рим.